# Buzdohanj
Buzdohanj est une localité de Croatie située dans la municipalité de Čavle, comitat de Primorje-Gorski Kotar. En 2001, la localité comptait 1 311 habitants.

## Démographie
| 1948 | 1953 | 1961 | 1971 | 1981 | 1991  | 2001  |
| ---- | ---- | ---- | ---- | ---- | ----- | ----- |
| 455  | 434  | 505  | 665  | 986  | 1 202 | 1 311 |